# Партворк
Партворк (от англ. part и work — «часть» и «работа») — узкоспециализированное периодическое издание (журнал или книга) познавательного, развлекательного, коллекционного характера, состоящее из выпусков (частей), выходящее еженедельно или один раз в две недели на протяжении 1—2 лет, как правило, в соответствии с заранее установленным планом. К одному из первых выпусков издания предлагается папка, в которую собираются журналы. В полностью собранном виде партворк представляет собой тематическую мини-энциклопедию или антологию. Выпуски могут сопровождаться DVD или CD-дисками, отдельными элементами моделей, которые собираются в течение периода издания, и т. п. Как и обычная периодика, партворки обычно продаются в местах реализации периодических печатных изданий.
Партворки широко распространены в странах Западной Европы: Великобритании, Италии, Германии.

## История появления
До изобретения книгопечатания система под названием «Pecia» использовалась во многих европейских университетах. Все книги были разделены на секции. Студенты или другие лица арендовали их и копировали их вручную. Таким образом, над копированием книги могло работать сразу несколько человек, что значительно ускоряло этот процесс.
С появлением печати стали появляться серийные публикации. В 1728—1732 годах ежемесячно выпускалась книга «История Англии». В XIX веке многие из романов Чарльза Диккенса были выпущены частями; например, «Посмертные записки Пиквикского клуба» публиковались в 19 частях между 1836 и 1837 годами. В XX веке издатели стали выпускать журналы разных тематик, в том числе поваренные книги и серии по обслуживанию автомобилей.

## Партворки в России
В России коллекционные издания появились в начале 2002 года. Первым изданием стала энциклопедия «Древо познания» от британского издательства «Маршалл Кавендиш». Через год на российский рынок вышли итальянское издательство «Де Агостини» (которое тогда занимало около 50 % мирового рынка партворков) с проектом «Художественная галерея» и английское «ДжИ Фаббри Эдишинз» с детской энциклопедией «Открой мир с Волли». Не остались в стороне и российские издательства, первым из которых стало «NG-Премьер», выпустившее серии: «Волшебный клубок», «Узнай свою судьбу», «На рыбалку», «Комнатные растения».
По состоянию на начало 2010 года по данным ИД «Эгмонт Россия», объём рынка партворков составляет около €100 млн. В середине 2010-х гг в России издавалось более 50 серий.